# Constellation Software
Constellation Software est une entreprise canadienne de logiciels.
Fondée en 1995 à Toronto, au Canada, elle est cotée à la bourse de Toronto et fait partie de l'indice S&P/TSX 60.
Fondée en 1995 par Mark Leonard, ancien investisseur en capital risque, elle compte « plus de 50 000 employés générant des revenus consolidés dépassant 6 milliards de dollars américains ».